# Bouclans
Bouclans – miejscowość i gmina we Francji, w regionie Burgundia-Franche-Comté, w departamencie Doubs. W 2013 roku populacja ówczesnej gminy wynosiła 990 mieszkańców. 
Dnia 1 stycznia 2018 roku połączono dwie wcześniejsze gminy: Bouclans oraz Vauchamps. Siedzibą gminy została miejscowość Bouclans, a nowa gmina przyjęła jej nazwę.